# Bartłomiej Graczykowski
Bartłomiej Graczykowski (ur. 25 września 1983) – polski fizyk, doktor habilitowany nauk fizycznych. Profesor uczelni na Wydziale Fizyki i Astronomii Uniwersytetu im. Adama Mickiewicza w Poznaniu.

## Życiorys
Fizykę ukończył na poznańskim Wydziale Fizyki UAM w 2007 roku (praca magisterska: Właściwości magneto-optyczne kompleksu żelazo-dekstran; promotorem był prof. Andrzej Dobek). Pracę doktorską pt. Spektroskopia Brillouina stopów z pamięcią kształtu obronił z wyróżnieniem na macierzystym wydziale w 2012 roku (promotorem doktoratu był Sławomir Mielcarek; promotorem pomocniczym był prof. J. San Juan). 
Po doktoracie uzyskał na Wydziale Fizyki UAM stanowisko adiunkta. Staż podoktorski odbył w Catalan Institute of Nanoscience and Nanotechnology (ICN2) w Barcelonie, gdzie pracował w grupie prof. C. M. Sotomayor Torresa (2013–2016). W ramach stypendium Fundacji im. A. von Humboldta w 2016 roku dołączył do zespołu prof. G. Fytasa w Instytucie Maxa Plancka do Badań nad Polimerami w Moguncji (MPIP Mainz, Niemcy), gdzie pracuje jako naukowiec wizytujący. 
W latach 2017–2018 był kierownikiem projektu w ramach grantu FNP Homing (grant Fundacji na rzecz Nauki Polskiej dla młodych doktorów wracających z zagranicy do Polski), który realizował w Centrum NanoBioMedycznym UAM (projekt o nazwie Phononic Crytsals for Heat and Sound Nanodevices). W 2019 roku został kierownikiem projektu w ramach grantu FNP First Team, który pozwolił mu na zbudowanie własnego zespołu badawczego.
Habilitował się w 2019 na podstawie oceny dorobku naukowego oraz cyklu publikacji pt. Propagacja fononów w materiałach kwazi-dwuwymiarowych. 
Na macierzystym Wydziale Fizyki i Astronomii UAM pracuje jako profesor uczelni w Zakładzie Biofizyki Molekularnej. W kadencji 2024–2028 pełni na macierzystym wydziale funkcję prodziekana ds. naukowych.
Swoje prace publikował m.in. w „European Physical Journal", „Journal of Applied Physics" oraz „Physical Review B".
Jest żonaty, ma dwie córki.